# Leucastea stibapicalis
Leucastea stibapicalis es una especie de coleóptero de la familia Megalopodidae.

## Distribución geográfica
Habita en Benín.